# 거창초등학교
거창초등학교는 대한민국 경상남도 거창군 거창읍 중앙리에 있는 공립 초등학교이다.

## 연혁
- 1907년 6월 1일 공립거창보통학교 개교
- 1911년 11월 1일 거창공립보통학교(4년제) 개편
- 1921년 4월 1일 6년제 개편
- 1938년 4월 1일 거창읍내공립심상소학교(학교 명칭 변경)[1]
- 1941년 4월 1일 거창읍내공립국민학교(학교 명칭 변경)[2]
- 1946년 9월 1일 거창공립국민학교(학교 명칭 변경)
- 1950년 4월 1일 거창국민학교로 변경[3]
- 1976년 3월 1일 창동국민학교 분리
- 1984년 3월 1일 병설유치원 설립 인가
- 1994년 2월 1일 급식소 준공 및 학교 급식소 운영
- 1996년 3월 1일 거창초등학교로 변경[4]
- 2004년 3월 1일 아림초등학교 분리
- 2012년 2월 17일 제100회 졸업식(총 졸업생 26,086명)
- 2020년 3월 1일 16학급(308명) 편제
- 2020년 3월 1일 제25대 신정희 교장 부임
- 2020년 1월 10일 제108회 졸업식(총 졸업생 수 26,920명)

## 참고 자료
- 거창초등학교 - 한국교육학술정보원 학교알리미